# نيكولاس غارسيا خيريز
نيكولاس غارسيا خيريز (بالإسبانية: Nicolás García Jerez)‏ هو قسيس إسباني، ولد في 1756، وتوفي في 1825 في ليون، نيكاراغوا في نيكاراغوا.